# Rudniki (powiat staszowski)
Rudniki – wieś w Polsce położona w województwie świętokrzyskim, w powiecie staszowskim, w gminie Połaniec.
W latach 1975–1998 miejscowość należała administracyjnie do województwa tarnobrzeskiego.
W latach 1867–1954 w granicach administracyjnych gminy Tursko (natenczas dzieliła się na: wioskę i folwark); a w granicach obecnej gminy Połaniec dopiero od 1 stycznia 1973 roku po reaktywacji gmin w miejsce gromad.
Wieś zlokalizowana jest przy drodze wojewódzkiej nr 764.

## Historia
Wieś wymieniana w Słowniku geograficznym Królestwa Polskiego i innych krajów słowiańskich pod koniec XIX wieku.

RUDNIKI, wieś i folwark, powiat sandomierski, gmina Tursko, parafia Połaniec, odległość od Sandomierza 39 wiorst, mają młyn wodny na rzece Czarnej, 42 domy, 385 mieszkańców, 510 mórg (ziemi) dworskiej, 563 (mórg ziemi) włościańskiej. W 1827 roku było (tu) 34 domy, 222 mieszkańców. W XV wieku Rudniki są własnością Jana Rytwiańskiego, kasztelana krakowskiego, który miał tu 12 łanów kmiecych, karczmę, 1 zagrodziarza z rolą. Dziesięcinę snopową i konopną, wartości 8 grzywien, dawano biskupowi krakowskiemu (Długosz, Liber Beneficiorum, II, 450, 451). W 1578 roku własność kasztelana radomskiego, miała 24 osadników, 6 łanów, 1 zagrodziarza z rolą, 3 komorników, 3 biednych, 1 rzemieślnika (Pawiński, Małopolska, III, 169).

Bronisław Chlebowski, Słownik geograficzny Królestwa Polskiego..., t. IX.

Rudniki w 1867 roku wchodził w skład gminy Tursko, z urzędem gminy w Strużkach. Sądem okręgowym dla gminy był IV Sąd Okręgowy w Staszowie (tam też była stacya pocztowa). Gmina miała 8 781 mórg rozległości ogółem (w tym 5 083 mórg włościańskich) i 4 613 mieszkańców (w tym 1,4 proc. pochodzenia żydowskiego, tj. 63 żydów). W skład gminy wchodziły jeszcze: Antoszówka, Dąbrowa, Luszyca, Matyaszów, Nakol, Niekrasów, Niekurza, Okrągła, Ossala, Pióry, Szwagrów, Strużki, Sworoń, Trzcianka, Tursko Małe, Tursko Wielkie, Tursko Wola, Zaduska Kępa i Zawada.
W 1895 roku ówczesna parafia Połaniec należała do ówczesnego dekanatu sandomierskiego i liczyła wówczas 5 514 dusz.

## Demografia
Współczesna struktura demograficzna wioski Rudniki na podstawie danych z lat 1995-2009 według roczników GUS, z prezentacją danych z 2002 roku:

| WYSZCZEGÓLNIENIE | WYSZCZEGÓLNIENIE | WYSZCZEGÓLNIENIE | WYSZCZEGÓLNIENIE | WYSZCZEGÓLNIENIE | J. m.       | POPULACJA MIESZKAŃCÓW (w przedziałach wiekowych w 2002 roku) | POPULACJA MIESZKAŃCÓW (w przedziałach wiekowych w 2002 roku) | POPULACJA MIESZKAŃCÓW (w przedziałach wiekowych w 2002 roku) | POPULACJA MIESZKAŃCÓW (w przedziałach wiekowych w 2002 roku) | POPULACJA MIESZKAŃCÓW (w przedziałach wiekowych w 2002 roku) | POPULACJA MIESZKAŃCÓW (w przedziałach wiekowych w 2002 roku) | POPULACJA MIESZKAŃCÓW (w przedziałach wiekowych w 2002 roku) | POPULACJA MIESZKAŃCÓW (w przedziałach wiekowych w 2002 roku) | POPULACJA MIESZKAŃCÓW (w przedziałach wiekowych w 2002 roku) | POPULACJA MIESZKAŃCÓW (w przedziałach wiekowych w 2002 roku) |
| WYSZCZEGÓLNIENIE | WYSZCZEGÓLNIENIE | WYSZCZEGÓLNIENIE | WYSZCZEGÓLNIENIE | WYSZCZEGÓLNIENIE | J. m.       | OGÓŁEM                                                       | 0-9                                                          | 10-19                                                        | 20-29                                                        | 30-39                                                        | 40-49                                                        | 50-59                                                        | 60-69                                                        | 70-79                                                        | 80+                                                          |
| ---------------- | ---------------- | ---------------- | ---------------- | ---------------- | ----------- | ------------------------------------------------------------ | ------------------------------------------------------------ | ------------------------------------------------------------ | ------------------------------------------------------------ | ------------------------------------------------------------ | ------------------------------------------------------------ | ------------------------------------------------------------ | ------------------------------------------------------------ | ------------------------------------------------------------ | ------------------------------------------------------------ |
| I.               | OGÓŁEM           | OGÓŁEM           | OGÓŁEM           | OGÓŁEM           | os.         | 410                                                          | 48                                                           | 66                                                           | 73                                                           | 48                                                           | 53                                                           | 44                                                           | 37                                                           | 30                                                           | 11                                                           |
| I.               | –                | odsetek          | odsetek          | odsetek          | %           | 100                                                          | 11,7                                                         | 16                                                           | 17,8                                                         | 11,7                                                         | 12,9                                                         | 10,7                                                         | 9,1                                                          | 7,4                                                          | 2,7                                                          |
| I.               | 1.               | WEDŁUG PŁCI      | WEDŁUG PŁCI      | WEDŁUG PŁCI      | WEDŁUG PŁCI | WEDŁUG PŁCI                                                  | WEDŁUG PŁCI                                                  | WEDŁUG PŁCI                                                  | WEDŁUG PŁCI                                                  | WEDŁUG PŁCI                                                  | WEDŁUG PŁCI                                                  | WEDŁUG PŁCI                                                  | WEDŁUG PŁCI                                                  | WEDŁUG PŁCI                                                  | WEDŁUG PŁCI                                                  |
| I.               | 1.               | A.               | Mężczyzn         | Mężczyzn         | os.         | 208                                                          | 23                                                           | 33                                                           | 43                                                           | 30                                                           | 32                                                           | 20                                                           | 15                                                           | 8                                                            | 4                                                            |
| I.               | 1.               | A.               | –                | odsetek          | %           | 50,8                                                         | 5,6                                                          | 8                                                            | 10,5                                                         | 7,3                                                          | 7,8                                                          | 4,9                                                          | 3,7                                                          | 2                                                            | 1                                                            |
| I.               | 1.               | B.               | Kobiet           | Kobiet           | os.         | 202                                                          | 25                                                           | 33                                                           | 30                                                           | 18                                                           | 21                                                           | 24                                                           | 22                                                           | 22                                                           | 7                                                            |
| I.               | 1.               | B.               | –                | odsetek          | %           | 49,2                                                         | 6,1                                                          | 8                                                            | 7,3                                                          | 4,4                                                          | 5,1                                                          | 5,8                                                          | 5,4                                                          | 5,4                                                          | 1,7                                                          |

Rysunek 1.1 Piramida populacji – struktura płci i wieku wioski
| I. | OGÓŁEM | OGÓŁEM  | OGÓŁEM            | OGÓŁEM            | OGÓŁEM            | os.     | 410     | 208     | 202     |         |         |         |         |         |         |         |         |         |         |         |
| I. | –      | odsetek | odsetek           | odsetek           | odsetek           | %       | 100     | 50,8    | 49,2    |         |         |         |         |         |         |         |         |         |         |         |
| I. | 1.     | W WIEKU | W WIEKU           | W WIEKU           | W WIEKU           | W WIEKU | W WIEKU | W WIEKU | W WIEKU | W WIEKU | W WIEKU | W WIEKU | W WIEKU | W WIEKU | W WIEKU | W WIEKU | W WIEKU | W WIEKU | W WIEKU | W WIEKU |
| I. | 1.     | A.      | Przedprodukcyjnym | Przedprodukcyjnym | Przedprodukcyjnym | os.     | 97      | 47      | 50      |         |         |         |         |         |         |         |         |         |         |         |
| I. | 1.     | A.      | –                 | odsetek           | odsetek           | %       | 23,7    | 11,5    | 12,2    |         |         |         |         |         |         |         |         |         |         |         |
| I. | 1.     | B.      | Produkcyjnym      | Produkcyjnym      | Produkcyjnym      | os.     | 242     | 141     | 101     |         |         |         |         |         |         |         |         |         |         |         |
| I. | 1.     | B.      | –                 | odsetek           | odsetek           | %       | 59      | 34,4    | 24,6    |         |         |         |         |         |         |         |         |         |         |         |
| I. | 1.     | B.      | a.                | mobilnym          | mobilnym          | os.     | 167     | 100     | 67      |         |         |         |         |         |         |         |         |         |         |         |
| I. | 1.     | B.      | a.                | –                 | odsetek           | %       | 40,7    | 24,4    | 16,3    |         |         |         |         |         |         |         |         |         |         |         |
| I. | 1.     | B.      | b.                | niemobilnym       | niemobilnym       | os.     | 75      | 41      | 34      |         |         |         |         |         |         |         |         |         |         |         |
| I. | 1.     | B.      | b.                | –                 | odsetek           | %       | 18,3    | 10      | 8,3     |         |         |         |         |         |         |         |         |         |         |         |
| I. | 1.     | C.      | Poprodukcyjnym    | Poprodukcyjnym    | Poprodukcyjnym    | os.     | 71      | 20      | 51      |         |         |         |         |         |         |         |         |         |         |         |
| I. | 1.     | C.      | –                 | odsetek           | odsetek           | %       | 17,3    | 4,9     | 12,4    |         |         |         |         |         |         |         |         |         |         |         |

## Dawne części wsi – obiekty fizjograficzne
W latach 70. XX wieku przyporządkowano i opracowano spis lokalnych części integralnych dla Rudnik zawarty w tabeli 1.

| Nazwa wsi – miasta  | Nazwy części wsi – miasta | Nazwy obiektów fizjograficznych – charakter obiektu |
| ------------------- | ------------------------- | --- |
| I. Gromada POŁANIEC |                           | |
| 1. Rudniki          | 1. Blech 2. Wymysłów      | 1. Blech — pole 2. Błonie — pole, pastwisko 3. Mostki — pole 4. Ogrody — łąka, pole 5. Piskornik — łąka, bagno 6. Twardówka — pole 7. Za Rzeką — pole 8. Zamiany — pole 9. Zwierzyniec — las |